# Les Mamelles (Senegal)
Les Mamelles, Collines des Mamelles oder Mamelles sind zwei Erhebungen in Ouakam, einem Stadtteil von Dakar, der Hauptstadt des Senegal.

## Beschreibung
Die Berge entstanden im Zeitalter des Quartärs und sind die Reste zweier Basaltkegel vulkanischen Ursprungs. Trotz ihrer nur geringen Höhe von 100, beziehungsweise 105 Metern zeichnen sie sich in der flachen Küstenlandschaft deutlich ab. Auf dem direkt an den Atlantik grenzenden Berg steht der Phare des Mamelles, ein ständig besetzter Leuchtturm. Auf dem landeinwärts gelegenen Berg wurde das 2010 eingeweihte Monument de la Renaissance africaine errichtet.

## Sonstiges
Der Name Mamelles entstammt dem französischen Begriff „Mamelle“, auf Deutsch „Brust“.